# Darmera peltata
Espèce
Synonymes
- Leptarrhena inundata Behr ex Kellogg[2]
- Peltiphyllum peltatum (Torr. ex Benth.) Engl.[2] [3]
- Saxifraga peltata Torr. ex Benth.[2] [3]

Darmera peltata est une espèce de plantes de la famille des Saxifragacées.